# Colin Farrell
Colin James Farrell (født 31. maj 1976 i Castleknock i Dublin) er en irsk skuespiller, som har medvirket i en del succesfulde Hollywoodfilm inklusive Daredevil, Miami Vice, Minority Report, Phone Booth, Alexander og S.W.A.T.

## Biografi

### Opvækst
Farrell blev født i Castleknock, Dublin, som søn af Rita (døbt Monaghan), en hjemmegående, og Eamon Farrell, der driver en helsekost butik og var fodboldspiller, der spillede for Shamrock Rovers FC. Farrell har tre søskende, to søstre, Claudine (der er hans personlige assistent)  og Catherine, og en bror, Eamon
Farrell er uddannet på St. Brigid's National School i Castleknock efterfulgt af Castleknock College og Gormanston College. I slutningen af 1980'erne og begyndelsen af 1990'erne var han en lovende ung fodboldspiller for Dublin-holdet, Castleknock Celtic, som målmand. Det var også på dette tidspunkt han dateded Angie Miller. Farrell aflagde audition til irske gruppe Boyzone, da han stadig var ukendt. Farrell gik på "Gaiety School of Acting", men droppede ud og blev castet som som en del af Danny Byrne på Ballykissangel, et BBC tv-drama. Farrell medvirkede i showet fra 1998 til 1999.

### Karriere
Farrell har haft en række mindre roller i forskellige tv-udsendelser og film indtil 2000, da han blev castet til hovedrollen, som menig Roland Bozz i Tigerland, en amerikansk film instrueret af Joel Schumacher. Farrell's næste amerikanske film, American Outlaws (2001) og Hart's War (2002), ikke blev en særlig stor succes, men hans 2003-film, herunder Phone Booth, S.W.A.T. og The Recruit blev godt modtaget, med store billetindtægter. Selv om han har en udpræget irsk accent, har Farrell en imponerende og overbevisende[kilde mangler] amerikansk accent i nogle af sine film, inklusiv American Outlaws og hans banebrydende rolle i Tigerland.
Han havde en række mindre roller i forskellige tv-serier og film indtil han spillede menig Roland Bozz i filmen Tigerland i 2000. Siden da er han blevet en af Irlands lovende stjerner i Hollywood, hvor han har spillet side om side med nogle af Hollywoods største skuespillere som Bruce Willis (i Hart's War), Tom Cruise (i Minority Report), Al Pacino (i The Recruit) og Samuel L. Jackson (i S.W.A.T.).
Farrell var gift med Amelia Warner fra juli til november 2001. Han har en søn, James, som er født den 12. september 2003, som han fik med sin nu tidligere kæreste Kim Bordenave.

## Film
- The Killing of a Sacred Deer (2017)
- The Gentlemen (2019)
- Total Recall (2012)
- Fright Night (2011)
- The Imaginarium of Doctor Parnassus (2009)
- In Bruges (2008)
- Cassandra's Dream (2007)
- Miami Vice (2006)
- Alexander (2004)
- A Home at the End of the World (2004)
- Intermission (2003)
- S.W.A.T. (2003)
- Veronica Guerin (2003)
- Daredevil (2003)
- The Recruit (2003)
- Phone Booth (2002)
- Minority Report (2002)
- Hart's War (2002)
- American Outlaws (2001)
- Ordinary Decent Criminal (2000)
- Tigerland (2000)
- The War Zone (1999)
- Falling for a Dancer (1998)
- Drinking Crude (1997)